# Israelisches Zentralkommando
Das israelische Zentralkommando (hebräisch פיקוד מרכז, häufig abgekürzt zu Pakmaz, hebräisch פקמ"ז) ist als territoriale Kommandobehörde der Israelische Streitkräfte unter anderem für die besetzten Gebiete des Westjordanlandes zuständig. Derzeitiger (April 2025) Kommandeur ist Aluf (Generalmajor) Avi Bluth.

## Geschichte
Während des Unabhängigkeitskrieges war das Zentralkommando für den Kampf gegen Jordanien und um Jerusalem verantwortlich. Im Sechstagekrieg 1967 führte das Kommando die Besetzung des Westjordanlandes durch. Während der Ersten Intifada war die Einheit hauptsächlich mit Sicherheits- und Antiterroraufgaben betraut.

## Unterstellte Verbände 2023

Zentralkommando Organisation 2023

Das Hauptquartier des Zentralkommandos ist Fort Nehemiah in der Siedlung Neve Yaakov im Nordosten von Jerusalem.
- Zentralkommando, in Neve Yaakov
  -   98. Division "Ha-Esh"
    -  35. Fallschirmjäger Brigade
    -  55. Fallschirmjäger Brigade "Hod Ha-Hanit" (Reserve)
    -  89. Kommando Brigade "Oz"
    -  551. Fallschirmjäger Brigade "Hetzei ha-Esch" (Reserve)
    -  214. Artilleriebrigade "Davids Schleuder"

  -   99. Division "Ha'Bazak" (Reserve)
    -  11. Kommando Brigade "Yiftach" (Reserve)
    -  179. Panzerbrigade "Ram" (Reserve)
    -  900. Infanteriebrigade "Kfir"
    -  646. Fallschirmjäger Brigade "Schualey Marom" (Reserve)

  -   877. Division "Judea und Samaria" (Territoriale Division)
    -  421. Territoriale Brigade "Ephraim" – Qalqiliya Sektor
    -  426. Territoriale Brigade "Etzion" – Bethlehem Sektor
    -  431. Territoriale Brigade "Menashe" – Dschenin und Tulkarm Sektor
    -  434. Territoriale Brigade "Yehuda" – Hebron Sektor
    -  442. Territoriale Brigade "Samaria" – Nablus Sektor
    -  443. Territoriale Brigade "Benjamin" – Ramallah Sektor and Straße 443

  -  417. Territoriale Brigade – Jordan Tal Sektor
    - 41. (Unisex) Grenzinfantriebataillon "Jordan Löwen"
    - 47. (Unisex) Grenzinfantriebataillon "Tal Wachen"
    - 49. (Unisex) Grenzinfantriebataillon "Panther"

  -  Zentralkommando Fernmeldebataillon
  -  Zentralkommando Pionier Einheit
  -  Zentralkommando Aufklärungseinheit
  -  Zentralkommando Militärpolizei Einheit 391
  -  Zentralkommando Medizin Einheit
  -  Zentralkommando Reparatur Einheit 650
  -  Central Zentralkommando Training Basis "Lahish"
  -  5004th Logistik Einheit